# Berengar van Bayeux
Berengar van Bayeux (ca. 850 - 896) was markgraaf van Neustrië en graaf van Bayeux en Rennes.
Van Berengar is bekend dat hij met wisselend succes tegen de Vikingen heeft gevochten. Hij heeft de Vikingen verslagen bij Bayeux en bij Le Mans. Maar volgens de overlevering is zijn dochter Poppa (ca. 880 - na 919) ontvoerd door Rollo en kon hij niet anders doen dan hun huwelijk te accepteren, hoewel dit huwelijk natuurlijk ook een bewuste politieke toenaderingspoging kan zijn geweest. Berengar zou uiteindelijk in gevechten met Rollo zijn gedood.
De afkomst van Berengar is onduidelijk maar waarschijnlijk was hij een zoon van Hendrik van Babenberg, die hij dan na zijn dood als markgraaf zou hebben opgevolgd. Zijn moeder was dan Ingeltrude van Friuli. Berengar trouwde in zijn eerste huwelijk met een onbekende dochter van Gurwent van Rennes, en in zijn tweede huwelijk met een onbekende dochter van Pepijn van Vermandois. Berengar was vader van:
- Judicael Berengar, uit zijn eerste huwelijk
- Poppa, vermoedelijk uit zijn tweede huwelijk